# Holland's Next Top Model (mùa 2)
Holland's Next Top Model, Mùa 2 là chương trình truyền hình thực tế năng động của Holland's Next Top Model mà người xem không chỉ chứng kiến một cuộc cạnh tranh khốc liệt để tìm ra một người mẫu hàng đầu mà còn ảnh hưởng đến cuộc cạnh tranh và cuộc sống hằng ngày của một nhóm thí sinh đa dạng.
Điểm đến quốc tế của mùa này là Cape Town dành cho top 5.
Người chiến thắng của mùa này là Kim Feenstra, 21 tuổi từ Groningen. Cô giành được:
- 1 hợp đồng người mẫu với Max Models trị giá €50,000
- 1 hợp đồng người mẫu với Ice Model Management ở Cape Town cùng với chuyến đi 3 tháng làm việc ở Cape Town
- Lên ảnh bìa tạp chí Glamour
- Chiến dịch quảng cáo cho L'Oreal Paris
- 1 chiếc xe Mercedes-Benz A-Class

## Các thí sinh
(Tuổi tính từ ngày dự thi)
| Thí sinh             | Tuổi | Chiều cao               | Quê quán   | Bị loại ở | Hạng |
| -------------------- | ---- | ----------------------- | ---------- | --------- | ---- |
| Gioia de Bruijn      | 20   | 1,73 m (5 ft 8 in)      | Amsterdam  | Tập 1     | 12   |
| Sharmyla de Jong     | 21   | 1,76 m (5 ft 9+1⁄2 in)  | Haarlem    | Tập 2     | 11   |
| Maan Limburg         | 18   | 1,85 m (6 ft 1 in)      | Utrecht    | Tập 3     | 10–9 |
| Bengü Orhan          | 20   | 1,75 m (5 ft 9 in)      | Gorinchem  | Tập 3     | 10–9 |
| Tanimara Teterissa   | 19   | 1,74 m (5 ft 8+1⁄2 in)  | Amsterdam  | Tập 4     | 8    |
| Sandra van Amstel    | 20   | 1,76 m (5 ft 9+1⁄2 in)  | Huizen     | Tập 5     | 7    |
| Loïs Hoeboer         | 17   | 1,74 m (5 ft 8+1⁄2 in)  | Haarlem    | Tập 6     | 6    |
| River Hoeboer        | 17   | 1,74 m (5 ft 8+1⁄2 in)  | Haarlem    | Tập 7     | 5    |
| Bodil de Jong        | 18   | 1,80 m (5 ft 11 in)     | Leeuwarden | Tập 8     | 4    |
| Sabrina van der Donk | 18   | 1,78 m (5 ft 10 in)     | Zeewolde   | Tập 10    | 3    |
| Christa Verboom      | 20   | 1,79 m (5 ft 10+1⁄2 in) | Apeldoorn  | Tập 10    | 2    |
| Kim Feenstra         | 21   | 1,79 m (5 ft 10+1⁄2 in) | Groningen  | Tập 10    | 1    |

## Các tập

### Tập 1: The Models Go Topless
Khởi chiếu: 12 tháng 3 năm 2007
200 thí sinh bán kết đã có thử thách đầu tiên là đi catwalk trước mặt ban giám khảo, kết quả là chỉ có 50 cô gái vượt qua được thử thách. 50 cô gái còn lại sau đó đã được đo chiều cao và 3 vòng của mình trong áo tắm trước khi đi phỏng vấn với từng người trong ban giám khảo. Họ sau đó đi catwalk trước mặt ban giám khảo một lần nữa, kết quả là chỉ có 20 cô gái vượt qua được thử thách và họ sẽ bước vào thử thách cuối cùng là buổi chụp hình đầu tiên thể hiện vẻ đẹp tự nhiên trên khuôn mặt. Kết quả là 12 cô gái đã được chọn và sẽ bước vào cuộc thi.
12 cô gái chung cuộc sau đó đã có buổi chụp hình tiếp theo cho Vero Moda, trong đó họ phải khỏa thân phần trên với quần jeans và phải tạo dáng theo nhóm. Sau đó, họ được di chuyển tới ngôi nhà chung của mình. Vào buổi đánh giá đầu tiên ở ngày hôm sau với sự xuất hiện giám khảo khách mời là Philip Riches, Bengü được gọi tên đầu tiên còn Gioia là thí sinh đầu tiên bị loại.
- Nhiếp ảnh gia: Philip Riches

### Tập 2: The Models Became Marilyn Monroe
Khởi chiếu: 19 tháng 3 năm 2007
11 cô gái còn lại đã được Bastiaan van Schaijk và Angelique Westerhog cho họ biết thêm về các nhãn hàng thời trang trên thế giới và thiết kế của họ với người mẫu trước khi có thử thách phối đồ lấy cảm hứng từ các nhãn hàng thời trang trên thế giới, kết quả là Sandra chiến thắng thử thách. Sau đó, họ được nhận diện mạo mới của mình.
Ngày hôm sau, họ đã có buổi chụp tiếp theo theo phong cách lấy cảm hứng từ Marilyn Monroe tại tàu chiến ở Den Helder. Vào buổi đánh giá ngày tiếp theo, River được gọi tên đầu tiên còn Sharmyla là thí sinh tiếp theo bị loại.
- Nhiếp ảnh gia: Jeroen W. Mantel
- Khách mời đặc biệt: Bastiaan van Schaijk, Angelique Westerhog

### Tập 3: The Model Who Walks In A Couture Dress
Khởi chiếu: 26 tháng 3 năm 2007
10 cô gái còn lại đã có một buổi học catwalk từ giám khảo Mariana trước khi có thử thách trình diễn thời trang trong thiết kế của Jan Taminiau trong khi đi trên đôi giày cao gót 15 cm, Bodil & Kim chiến thắng thử thách và sẽ được tới Paris cùng với giám khảo Rosalie cho cơ hội được tham gia buổi trình diễn thời trang của nhà thiết kế Gavin Rajah. Kết quả là chỉ có Bodil là người sẽ được chọn để tham gia vào buổi trình diễn thời trang. Ngày hôm sau, Kim được Rosalie dẫn đi mua sắm ở khắp Paris còn Bodil đã có buổi trình diễn thời trang cho nhà thiết kế Gavin Rajah.
Trong khi đó, 8 cô gái còn lại ở Amsterdam đã được Yfke đánh thức dậy sớm để chuẩn bị cho buổi chụp hình tiếp theo cho L'Oreal Paris, trong khi họ phải tạo dáng trong áo tắm kim loại trên bạt lò xo. Vào buổi đánh giá ngày tiếp theo, Yfke thông báo với Bodil và Kim biết rằng họ đã được miễn loại trong tuần này vì chiến thắng thử thách. Kết quả là Sabrina được gọi tên đầu tiên còn Bengü và Maan rơi vào cuối bảng nhưng ngay sau đó, Yfke thông báo rằng là cả 2 đều là thí sinh tiếp theo bị loại.
- Nhiếp ảnh gia: Bernard Bertrand
- Khách mời đặc biệt: Jan Taminiau, Gavin Rajah

### Tập 4: The Model That Stood Up For Herself
Khởi chiếu: 2 tháng 4 năm 2007
8 cô gái còn lại được đưa tới trại quân đội vào sáng sớm cho một buổi tập thể lực. Sau đó, họ đã có một buổi nói chuyện với Ben Tiggelaar mà không biết rằng là đây cũng là thử thách tiếp theo của họ để kiểm tra cách họ phản ứng với những lời chỉ trích, Sabrina chiến thắng thử thách và cô chọn Bodil, nhưng sau đó thì cô từ chối chia sẻ giải thưởng, nên Sabrina chọn Tanimara để nhận thưởng là một buổi thư giãn ở thẩm mỹ viện với Hildo
Ngày hôm sau, họ đã có buổi chụp hình tiếp theo thể hiện cảm xúc khóc lóc buồn bã, trong khi họ phải tạo dáng dưới trời mưa. Vào buổi đánh giá ngày tiếp theo, Loïs được gọi tên đầu tiên còn Christa, Kim & Tanimara rơi vào cuối bảng, Yfke sau đó giơ 2 tấm ảnh còn lại cho Christa & Kim còn Tanimara là thí sinh tiếp theo bị loại.
- Nhiếp ảnh gia: Paul Bellaart
- Khách mời đặc biệt: Ben Tiggelaar

### Tập 5: The Model Who Has A Crush
Khởi chiếu: 9 tháng 4 năm 2007
7 cô gái còn lại đã có một buổi tập vũ đạo với Gerald van Windt trước khi tham gia vào thử thách casting cho ca khúc mới của nhóm nhạc R.O.O.O.M, Bodil chiến thắng thử thách và sẽ được xuất hiện trong bài hát mới của R.O.O.O.M, Lost.
Ngày hôm sau, họ đã có buổi chụp hình tiếp theo quảng cáo cho điện thoại LG, trong khi họ phải tạo dáng với người mẫu nam và phải cố gắng quyến rũ anh chàng với chiếc diện thoại của mình. Vào buổi đánh giá ngày tiếp theo, Kim được gọi tên đầu tiên còn Sandra là thí sinh tiếp theo bị loại.
- Nhiếp ảnh gia: Carli Hermès
- Khách mời đặc biệt: Gerald van Windt, Edwin Jansen, Romagna Sasabone, Ronno Osip, Jesse Faber

### Tập 6: The Models Who Get Faked Out
Khởi chiếu: 16 tháng 4 năm 2007
6 cô gái còn lại đã có một buổi nói chuyện với Rosalie về các tin đồn của tạp chí và sau đó đưa cho Kim một bản sao của tạp chí Ici Paris có đưa tin về cô và Rosalie ở Paris trong những tập trước. Sau đó, họ đã có thử thách casting cho 3 nơi: đạo diễn phim Erwin van den Eshof, nhà thiết kế haute couture Mart Visser & quản lí thương mại Bsur Agency, Bodil, Christa & Sabrina chiến thắng thử thách và sẽ được bí mật biết về buổi chụp hình ngày mai. Trong khi đó, Kim, Loïs & River đã có một buổi tối giải trí tại quán bar.
Ngày hôm sau, họ đã có buổi chụp hình tiếp theo là ảnh chân dung vẻ đẹp trước bàn gương cho L'Oreal Paris. Sau đó, họ được gặp Yfke tại cửa hàng thời trang Vero Moda để biết rằng là họ sẽ được tới Cape Town nên họ sẽ có một buổi mua sắm quần áo tại cửa hàng. Nhưng vào ngày tiếp theo, họ sẽ có buổi đánh giá và ai vượt qua được sẽ được bay tới Cape Town. Kết quả là River được gọi tên đầu tiên còn Loïs là thí sinh tiếp theo bị loại.
- Nhiếp ảnh gia: Marcel van de Vlugt
- Khách mời đặc biệt: Erwin van den Eshof, Mart Visser

### Tập 7: The Model Who Is Also A Dragon
Khởi chiếu: 23 tháng 4 năm 2007
5 cô gái còn lại được đưa tới Cape Town và di chuyển đến biệt thự sang trọng của họ. Ngày hôm sau, họ đã được luyện tập thể dục và tập luyện thể hiện biểu cảm với Christophar Kindo trước khi có thử thách quay video thể hiện biểu cảm gương mặt trong khi chạy nhảy ở trong sa mạc, Kim chiến thắng thử thách và cô chọn River để nhận thưởng là được nghỉ qua đêm tại khách sạn sang trọng tại vườn bảo tồn hoang dã, trong khi 3 cô gái còn lại phải ngủ trong lều cắm trại ở ngoài.
Ngày tiếp theo, họ đã có buổi chụp hình tiếp theo cho tạp chí Glamour tại vườn bảo tồn hoang dã, trong đó họ phải tạo dáng cùng với động vật hoang dã. Vào buổi đánh giá ngày hôm sau với sự xuất hiện giám khảo khách mời là Christophar Kindo, Sabrina được gọi tên đầu tiên còn River là thí sinh tiếp theo bị loại.
- Nhiếp ảnh gia: Carmen Kemmink
- Khách mời đặc biệt: Christophar Kindo

### Tập 8: The Models Who Go On Their Go-sees
Khởi chiếu: 30 tháng 4 năm 2007
4 cô gái còn lại được đưa đến cửa hàng của nhà thiết kế Gavin Rajah để mua một bộ trang phục phù hợp cho một bữa tiệc cocktail. Sau đó, các cô gái đã được đạo diễn show thời trang Mary Reynolds kiểm tra bước đi catwalk của họ trước khi tham gia vào thử thách casting cho 3 quản lí người mẫu: Ice Model Management, Max Models và The Shine Group Models. Các cô gái sau đó được tham dự một bữa tiệc trên sân thượng với Yfke.
Vào sáng sớm hôm sau, họ đã được biết về con vật mà mình sẽ hóa thân thành và nghệ sĩ trang điểm sẽ sơn hình dáng của con vật đó lên người họ cho buổi chụp hình tiếp theo xung quanh biệt thự. Sau đó, họ đã được tham dự một bữa tiệc của Ice Model Management. Vào buổi đánh giá ngày tiếp theo với sự xuất hiện giám khảo khách mời là Steffie Freier, các cô gái được yêu cầu để nói lên lý do tại sao mình xứng đáng vào chung kết. Kết quả là Kim được gọi tên đầu tiên còn Bodil là thí sinh tiếp theo bị loại.
- Nhiếp ảnh gia: Crispian Plunkett
- Khách mời đặc biệt: Gavin Rajah, Mary Reynolds, Steffie Freier

### Tập 9: The Models Who Prepare For The Final
Khởi chiếu: 7 tháng 5 năm 2007
Đây là tập ghi lại khoảnh khắc từ đầu cuộc thi. Sau đó, 3 cô gái còn lại đã quay về Amsterdam và sẽ quay trở về nhà của họ. Rosalie sẽ đi thăm từng người một và nói chuyện với gia đình và bạn bè của họ. Cô còn hỏi với các cô gái rằng họ sẽ chuẩn bị như thế nào trong đêm chung kết được truyền hình trực tiếp vào tuần sau.

### Tập 10: The Model Becomes Holland's Next Top Model
Khởi chiếu: 14 tháng 5 năm 2007
Trong đêm chung kết được truyền hình trực tiếp tại sân khấu Lichtfabriek ở Haarlem, 3 cô gái cuối cùng cùng với 9 cô gái bị loại trước đó đã có những chương trình trình diễn thời trang cho những nhà thiết kế như Jan Taminiau, Mart Visser, Percy Irausquin,... Sau đó, khán giả bây giờ được bỏ phiếu cho thí sinh yêu thích của họ và tỷ lệ phiếu bầu sẽ được tính trên 50 điểm. Mỗi thẩm phán sau đó cũng có 10 điểm để chọn thí sinh yêu thích của họ. Buổi chụp hình cuối cùng cho ảnh bìa tạp chí Glamour tại bãi biển Cape Town của 3 cô gái sau đó đã được trình chiếu.
Vào phần công bố két quả, mỗi giám khảo phải viết ra tên của thí sinh mà họ muốn giành chiến thắng và mỗi lá phiếu sẽ trị giá 10 điểm. Đầu tiên là dựa vào 50% tổng kết quả từ kết quả của khán giả, Kim đã nhận được số phần trăm lớn hơn Christa & Sabrina với tỉ lệ là 40-5-5. Tiếp theo là 50% tổng kết quả từ kết quả của giám khảo, Christa được nhận 20 điểm từ Mariana & Carli và sau đó, Kim nhận được 10 điểm từ Yfke và phiếu bầu của Rosalie và Karin không được tiết lộ. Và với tỉ lệ 50-25-5, Sabrina trở thành á quân 2, Christa là á quân và Kim đã trở thành quán quân thứ hai của Holland's Next Top Model.
- Khách mời đặc biệt: Renate Verbaan

## Thứ tự gọi tên
| 1  | Christa  | Bengü    | River    | Bodil Kim  | Loïs        | Kim     | River   | Sabrina | Kim     | Kim     |  |  |
| 2  | Bodil    | Tanimara | Kim      | Bodil Kim  | Bodil       | Christa | Christa | Kim     | Christa | Christa |  |  |
| 3  | River    | Bodil    | Christa  | Sabrina    | Sabrina     | Loïs    | Bodil   | Christa | Sabrina | Sabrina |  |  |
| 4  | Kim      | Kim      | Sabrina  | Loïs       | Sandra      | River   | Sabrina | Bodil   | Bodil   |         |  |  |
| 5  | Tanimara | Sandra   | Tanimara | River      | River       | Bodil   | Kim     | River   |         |         |  |  |
| 6  | Gioia    | Christa  | Bodil    | Sandra     | Christa Kim | Sabrina | Loïs    |         |         |         |  |  |
| 7  | Sandra   | River    | Bengü    | Tanimara   | Christa Kim | Sandra  |         |         |         |         |  |  |
| 8  | Sabrina  | Sharmyla | Sandra   | Christa    | Tanimara    |         |         |         |         |         |  |  |
| 9  | Maan     | Loïs     | Loïs     | Bengü Maan |             |         |         |         |         |         |  |  |
| 10 | Bengü    | Maan     | Maan     | Bengü Maan |             |         |         |         |         |         |  |  |
| 11 | Sharmyla | Sabrina  | Sharmyla |            |             |         |         |         |         |         |  |  |
| 12 | Loïs     | Gioia    |          |            |             |         |         |         |         |         |  |  |

     Thí sinh bị loại
     Thí sinh được miễn loại
     Thí sinh chiến thắng cuộc thi
- Ở tập 1, từ 20 thí sinh chuyển thành 12 thí sinh chung cuộc. Tuy nhiên, thứ tự gọi tên không theo màn thể hiện của họ.
- Ở tập 4, Christa, Kim & Tanimara rơi vào cuối bảng, Yfke giơ 2 tấm ảnh còn lại cho Christa & Kim còn Tanimara là thí sinh tiếp theo bị loại.
- Ở tập 9, top 3 nói về cuộc sống ở nhà của họ.
- Ở tập 10, vào đêm chung kết trực tiếp sẽ có 50% là do bình chọn khán giả và 50% còn lại nhờ giám khảo.

### Buổi chụp hình
- Tập 1: Ảnh chân dung vẻ đẹp tự nhiên (casting); Khỏa thân phần trên với quần bó theo nhóm cho Vero Moda
- Tập 2: Phong cách Marilyn Monroe ở trên tàu chiến
- Tập 3: Áo tắm kim loại trên bạt lò xo cho L'Oréal Paris
- Tập 4: Khóc trong trời mưa
- Tập 5: Ảnh quảng cáo cho điện thoại LG với người mẫu nam
- Tập 6: Ảnh chân dung vẻ đẹp trước bàn gương cho L'Oréal Paris
- Tập 7: Tạo dáng cùng động vật hoang dã cho Glamour
- Tập 8: Body painting động vật lên người
- Tập 10: Ảnh bìa tạp chí Glamour